# Фултон (Охајо)
Фултон (енгл. Fulton) град је у америчкој савезној држави Охајо.

## Демографија
По попису из 2010. године број становника је 258, што је 6 (-2,3%) становника мање него 2000. године.
| Група             | 2000.       | 2010.       |
| Белци             | 259 (98,1%) | 250 (96,9%) |
| Афроамериканци    | 0 (0,0%)    | 0 (0,0%)    |
| Азијати           | 0 (0,0%)    | 0 (0,0%)    |
| Хиспаноамериканци | 3 (1,1%)    | 5 (1,9%)    |
| Укупно            | 264         | 258         |